# Shamael
Shamael ist eine 2020 gegründete Funeral-Doom-Band.

## Geschichte
Raffaele Galasso initiierte Shamael 2020 als Nebenprojekt zu seiner Band Gardenjia. Im Jahr nach der Bandgründung veröffentlichte Shamael das Debüt Melancholie der Engel über Satanath Records und Negre PlanY. Das Album wurde international überwiegend positiv rezensiert und als guter Einstand beurteilt. Als besonders hochwertig wird die Qualität der Produktion und der Facettenreichtum des Songwritings herausgestellt.

## Stil
Die Musik wird als atmosphärischer Funeral Doom kategorisiert, dabei wird die Musik insbesondere mit jener von SLOW verglichen. Als prägende Stilelemente der betont langsamen und lang gestreckten Musik werden „tiefe Riffs und Gutturalgrollen, das eher einer Naturgewalt als einer menschlichen Stimme gleicht“ benannt. Dabei sei eine „Vielseitigkeit“ auszumachen, die sich im Keyboardspiel und dem Einsatz weiterer Instrumente wie einer Geige zeige.

## Diskografie
- 2021: Melancholie der Engel (Album, Satanath Records/Negre PlanY)
- 2023: Il Suono di Mille Orchestre-Parte (Download-Album, Selbstverlag)